# GNU IceCat
GNU IceCat – früher bekannt als GNU IceWeasel – ist eine freie Software – mit geändertem Namen des Webbrowsers Mozilla Firefox – die durch das GNU-Projekt verteilt wird. Die Software ist mit Linux, Windows, Android und macOS kompatibel. Das GNU-Projekt versucht, IceCat mit der Entwicklung von Firefox synchron zu halten, entfernt dabei aber alle durch Markenzeichen geschützten Illustrationen. Das Projekt betreut auch eine umfangreiche Liste an freien Software-Plug-ins, ergänzend dazu besitzt es einige zusätzliche Sicherheitsfunktionen, die der Hauptlinie des Firefox-Webbrowsers nicht angehören.

## Geschichte

### Namensursprung
Die Mozilla-Körperschaft besitzt die Marke „Firefox“ und verweigert jegliche Nutzung des Begriffs für Varianten der Software, die bestimmten Richtlinien nicht entsprechen. Wenn Distributionen nicht die offiziell von Mozilla bereitgestellten Binärdateien nutzen, sich nicht an die genannten Richtlinien halten, oder eine gesonderte Genehmigung haben, müssen sie Firefox selbst aus dem Quellcode kompilieren und dabei eine Option aktivieren, die dafür sorgt, dass Firefox ohne die offiziellen Markenzeichen und weitere zugehörige Grafiken erstellt wird. Sie können entweder die mitgelieferten freien Grafiken verwendet oder beim Kompilieren eigene angeben.
Diese Regelung führte zu einer langen Debatte mit dem Debian-Projekt in den Jahren 2004 und 2005. In dieser Debatte wurde der Name „Iceweasel“ als Alternativbezeichnung für den Firefox-Browser auserkoren. Das erste Mal wurde der Name von Nathanael Norde, als Alternative für Eric Dorlands Vorschlag für „Icerabbit“ genannt. Der Name sollte eine gewollte Parodie auf „Firefox“ sein und dieser wurde anschließend als Beispielname in der Mozilla Trademark Policy genannt. Der Name „iceweasel“ wurde danach gemeinhin für alle weiteren Firefox-Versionen benutzt.
Im August 2005 übernahm auch das Gnuzilla-Projekt GNU IceWeasels Namen und verwendete ihn als Bezeichnung für einen umbenannten Firefox, der keine proprietären Plug-ins nutzt. Die erste Gnuzilla IceWeasel Version basierte auf der Firefox-Version 1.5.0.4.
Den Begriff „ice weasel“ gab es bereits früher; Matt Groening schreibt ihn fiktiv Friedrich Nietzsche zu:

“Love is a snowmobile racing across the tundra and then suddenly it flips over, pinning you underneath. At night, the ice weasels come.”

„Liebe ist, mit einem Schneemobil durch die Tundra zu rasen, doch plötzlich überschlägt es sich und du klemmst unter dem Fahrzeug fest. In der Nacht kommen die Eiswiesel.“

Debian hatte von Anfang an die Erlaubnis, Firefox zu verwenden. Diese Erlaubnis wurde aber von Mozilla wieder annulliert, als Debian größere Änderungen am Browser vornahm. Debian fand die Änderungen aber derart wichtig, dass – anstatt Mozillas Richtlinien zu entsprechen – der Name Iceweasel wiederbelebt wurde.
Am 23. September 2007 verkündete einer der Gnuzilla-Entwickler, dass sich der Name in der nächsten Version von IceWeasel zu GNU IceCat ändere. Dieser Schritt wurde gegangen, um Verwechslungen mit Debians separat gepflegtem Projekt des Browsers zu vermeiden.

### Veröffentlichungen
- GNU IceCat 2 (Version 2.0.0.11-g1 wurde am 12. Januar 2008 veröffentlicht)
- GNU IceCat 3 (23. Juli 2008)
- GNU IceCat 4 (10. April 2011)[17]
- GNU IceCat 5 (27. Juni 2011)[18]
- GNU IceCat 6
- GNU IceCat 7
- GNU IceCat 9
- GNU IceCat 10
- GNU IceCat 12
- GNU IceCat 13
- GNU IceCat 14
- GNU IceCat 17
- GNU IceCat 24
- GNU IceCat 31 (2014)[19]
- GNU IceCat 38 (2015)[20]
- GNU IceCat 45 (2016)[21]
- GNU IceCat 52 (2017)[22]
- GNU IceCat 60.7.0 (2019)
- GNU IceCat 68.4.0 (2020)
- GNU IceCat 78.6.1 (2021)
- GNU IceCat 91.5.0 (2022)
- GNU IceCat 102.7.0 (2023)
- GNU IceCat 115.12.0 (2024)

Verschiedene Distributionen liefern inoffizielle aktuellere Versionen auf Grundlage des aktuellen Firefox ESR aus dem Icecat Repository.
Veröffentlichungen von IceCat sind meistens auf dem neuesten Stand des Mozilla Firefox Quellcodes.

## Verbreitung
GNU IceCat ist als Download für IA-32- und PowerPC-Architekturen verfügbar. Binärdateien und Quelltext sind abrufbar (allerdings gibt es die neuesten Pakete nur für Linux), auch für Mac OS X 10.4 und 10.5 ist es verfügbar. Mac-Benutzer mit diesen Versionen können es auf Mac OS X mithilfe von Fink installieren. Für Windows (ab Vista) und für Android (ab 2.3) gibt es ebenfalls ein Installationspaket.

## Zusätzliche Sicherheitsfunktionen
IceCat enthält zusätzliche Sicherheitsfunktionen wie z. B. das Blockieren von Bilderdateien ohne Größe, die in HTTP-Cookies Dritter resultieren (auch bekannt als Zählpixel). Diese Funktion war zwar bereits in Firefox 1.0, 1.5 und 3.0 verfügbar, allerdings fehlte die UI-Option in 2.0.
In Version 3.0.2-g1 wurde das Zertifikat von CAcert (einer Zertifizierungsstelle) zur Liste der vertrauenswürdigen Rootzertifikate hinzugefügt. Bedenken zu diesem Schritt wurden in einer öffentlichen Savannah-Mailingliste laut.

### Erweiterungen
- Die GNU-LibreJS-Erweiterung erkennt und blockiert proprietäres JavaScript.

## Lizenzierung
Gnu IceCat ist verfügbar unter der MPL/GPL/LGPL Trio-Lizenz, die Mozilla für den Quelltext nutzte. Anders als Mozilla stehen IceCats vorgegebene Icons ebenfalls unter derselben Trio-Lizenz.

## Google Summer of Code 2008
Es wurden Empfehlungen für den Google Summer of Code 2008 gemacht, um GNU IceCat zu verbessern.
Diese enthalten:
- Portierung der Codebasis auf Firefox 3
- Erweiterte Unterstützung freier Plugins wie z. B. Gnash
- Änderungen an Privatsphäre-Features

Der Vorschlag, IceCat auf die Firefox-3-Codebasis zu portieren, wurde akzeptiert und von Giuseppe Scrivano durchgeführt.